# Mike De Decker
Mike De Decker (Mechelen, 15 december 1995) is een Belgische darter die uitkomt voor de PDC. In oktober 2024 won hij de World Grand Prix.

## Carrière
De Decker haalde zijn tourkaart voor 2020/2021 (nadat hij in 2016/2017 ook al van de partij was geweest) door op de European Q-School van 2020 in de finale op 17 januari met 5-3 te winnen van Dennis Nilsson.
Tijdens Players Championship 11 op 20 mei 2023 versloeg De Decker achtereenvolgend Harry Ward, Luc Peters, Luke Humphries, Jurjen van der Velde, Gerwyn Price en Niels Zonneveld voor een plek in de finale, waarin Rob Cross met een einduitslag van 8-3 te sterk was. In hetzelfde jaar maakte hij zijn debuut op de World Matchplay, waarop hij in de eerste ronde met 10 tegen 7 verloor van Joe Cullen.
Op 1 augustus 2024 won De Decker zijn allereerste Players Championship bij de PDC. Tijdens Players Championship 16 versloeg 
hij achtereenvolgens Robbie Knops, José de Sousa, Dave Chisnall, Danny van Trijp, Brendan Dolan en Karel Sedláček om zich te plaatsen voor de finale, waarin hij met een uitslag van 8-2 won van Ricky Evans.
Door van Damon Heta en Gary Anderson te winnen op de World Grand Prix 2024 bereikte De Decker zijn eerste kwartfinale op een hoofdtoernooi. Ten koste van James Wade stootte hij ook nog door naar de halve finale. Hierin passeerde hij landgenoot Dimitri Van den Bergh voor een finaleplaats. In de finale klopte hij titelverdediger Luke Humphries met een uitslag van 6-4 voor zijn eerste majortitel. Dimitri Van den Bergh ging hem als enige Belg voor in het winnen van een hoofdtoernooi van de PDC.
Met de winst was £120.000 gemoeid, wat De Decker in de PDC Order of Merit elf plekken deed stijgen tot nummer vijfentwintig.
In maart 2025 bereikte De Decker zijn eerste European Tour-finale op het Belgian Darts Open door Thomas Lovely, Luke Humphries, Martin Schindler, Gerwyn Price en Ross Smith te verslaan. In de finale was verdedigend kampioen Luke Littler te sterk.
Samen met Dimitri Van den Bergh kwam De Decker op de World Cup of Darts 2025, waarop hij debuteerde, uit voor België. Het koppel won in de groepsfase van het duo uit Letland, maar het tweetal uit de Filipijnen was nipt te sterk. De Belgen bereikten de knock-outfase daardoor niet.
In augustus 2025 stond De Decker in de finale van de Australian Darts Masters, onderdeel van de World Series, waarop hij debuteerde. Hij versloeg Brandon Weening, Luke Humphries en Chris Dobey op weg naar de finale, waarin Luke Littler te sterk was.

## Resultaten op Wereldkampioenschappen

### PDC
- 2021: Laatste 96 (verloren van Edward Foulkes met 0-3)
- 2022: Laatste 64 (verloren van Dave Chisnall met 0-3)
- 2023: Laatste 64 (verloren van Mensur Suljović met 0-3)
- 2024: Laatste 64 (verloren van Madars Razma met 1-3)
- 2025: Laatste 64 (verloren van Luke Woodhouse met 1-3)

### PDC World Youth Championship
- 2015: Laatste 32 (verloren van Sam Hewson met 1-6)
- 2016: Laatste 32 (verloren van Ted Evetts met 2-6)
- 2017: Laatste 16 (verloren van Corey Cadby met 4-6)
- 2018: Laatste 32 (verloren van Christian Bunse met 4-6)
- 2019: Laatste 32 (verloren van Nathan Rafferty met 5-6)

## Resultaten op de World Matchplay
- 2023: Laatste 32 (verloren van Joe Cullen met 7-10)
- 2025: Laatste 16 (verloren van Jonny Clayton met 8-11)

## Gespeelde finales hoofdtoernooien

### PDC
| Resultaat | Nr. | Jaar | Kampioenschap    | Tegenstander   | Score | Variant |
| Winnaar   | 1.  | 2024 | World Grand Prix | Luke Humphries | 6 – 4 | Sets    |

### Europese Tour-finales
1 gespeeld (0 gewonnen, 1 verloren)
| Resultaat | Nr. | Jaar | Kampioenschap       | Tegenstander | Score | Variant |
| Runner-up | 1.  | 2025 | European Darts Open | Luke Littler | 5 – 8 | Legs    |